# 36. вечити дерби у фудбалу
36. вечити дерби у фудбалу је фудбалска утакмица одиграна у Београду 7. марта 1965. године, између Црвене звезде и Партизана. Утакмица се завршила резултатом 2 : 1 (1 : 1) за Црвену Звезду.